# Pietro Torrisi
Pietro Torrisi (Catania, 20 gennaio 1940) è un culturista e attore italiano.

## Biografia
Pietro Torrisi ha preso parte ad oltre cento film, sfruttando le sue doti fisiche non comuni. Dopo aver raggiunto ottimi risultati nel culturismo, tra i quali il titolo di Mister Italia vinto nel 1963 e il quinto posto al concorso di Mister Universo del 1965, ha iniziato a lavorare a Cinecittà, inizialmente come comparsa o controfigura di altri attori. 
Nel corso di oltre trent'anni di carriera nel mondo del cinema ha spaziato in diversi generi: dai film di cappa e spada dei primi anni '60 ai polizieschi, fino alle commedie italiane degli anni '80. Torrisi infatti ha lavorato di frequente nei film della coppia Bud Spencer e Terence Hill, quasi sempre in ruoli da cattivo. In alcuni suoi film ha utilizzato lo pseudonimo Peter McCoy. Nel 1976 ha partecipato in un film pornografico diretto sotto pseudonimo da Renato Polselli: Check up erotique, una produzione francese girata a Roma ma mai uscita ufficialmente in Italia. È stato sempre doppiato da altri attori a causa del suo forte accento siciliano. 
Si è sposato ed ha avuto due figli, restando a vivere a Roma, dove per molti anni ha gestito una palestra in via dei Prati dei Papa. 
Il 22 aprile 2015 ha ricevuto al Busto Arsizio Film Festival una targa premio per la sua carriera cinematografica: il premio gli è stato consegnato dai critici Marco Giusti e Steve Della Casa.

## Filmografia parziale
- Maciste alla corte del Gran Khan, regia di Riccardo Freda (1961)
- Il trionfo di Ercole, regia di Alberto De Martino (1964)
- Ercole contro i tiranni di Babilonia, regia di Domenico Paolella (1964)
- Agente 3S3 - Massacro al sole, regia di Sergio Sollima (1966)
- Troppo per vivere... poco per morire, regia di Michele Lupo (1967)
- Oggi a me... domani a te, regia di Tonino Cervi (1968)
- I clowns, regia di Federico Fellini (1970)
- Lo chiamavano Trinità..., regia di Enzo Barboni (1970)
- La vita di Leonardo da Vinci, regia di Renato Castellani (1971)
- La mano lunga del padrino, regia di Nardo Bonomi (1972)
- Ettore lo fusto, regia di Enzo G. Castellari (1972)
- ...e poi lo chiamarono il Magnifico, regia di Enzo Barboni (1972)
- Sentivano... uno strano, eccitante, pericoloso puzzo di dollari, regia di Italo Alfaro (1973)
- Il boss, regia di Fernando Di Leo (1973)
- Il brigadiere Pasquale Zagaria ama la mamma e la polizia, regia di Luca Davan (1973)
- La legge della Camorra, regia di Demofilo Fidani (1973)
- La morte ha sorriso all'assassino, regia di Aristide Massaccesi (1973)
- Piedone lo sbirro, regia di Steno (1973)
- Quelli che contano, regia di Andrea Bianchi (1973)
- Eroi all'inferno, regia di Michael Wotruba (Aristide Massaccesi) (1973)
- ...altrimenti ci arrabbiamo!, regia di Marcello Fondato (1974)
- La rivolta delle gladiatrici, regia di Steve Carver e Michael Wotruba (1974)
- Mondo candido, regia di Gualtiero Jacopetti e Franco Prosperi (1975)
- Roma violenta, regia di Franco Martinelli (1975)
- Salon Kitty, regia di Tinto Brass (1975)
- Il Casanova di Federico Fellini, regia di Federico Fellini (1976)
- Il Corsaro Nero, regia di Sergio Sollima (1976)
- La lupa mannara, regia di Rino Di Silvestro (1976)
- Check up erotique, regia di Renato Polselli (1976) - film hardcore inedito in Italia
- Lo chiamavano Bulldozer, regia di Michele Lupo (1978)
- Pugni dollari & spinaci, regia di Emimmo Salvi (1978)
- Chissà perché... capitano tutte a me, regia di Michele Lupo (1980)
- Popeye - Braccio di Ferro (Popeye), regia di Robert Altman (1980)
- Gunan il guerriero, regia di Franco Prosperi (1982)
- Sangraal, la spada di fuoco, regia di Michele Massimo Tarantini (1982)
- Bomber, regia di Michele Lupo (1982)
- Il trono di fuoco, regia di Franco Prosperi (1983)
- Dagobert, regia di Dino Risi (1984)
- Tex e il signore degli abissi, regia di Duccio Tessari (1985)
- Ho vinto la lotteria di capodanno, regia di Neri Parenti (1989)
- I promessi sposi, regia di Salvatore Nocita (1989)
- Fantozzi alla riscossa, regia di Neri Parenti (1990)
- S.P.Q.R. - 2000 e ½ anni fa, regia di Carlo Vanzina (1994)
- Il capo dei capi, regia di Enzo Monteleone e Alexis Sweet – miniserie TV (2007)